# Grgur Grassi
Sveti Grgur Maria Grassi, rodnim imenom Pier Luigi Grassi, talijanski franjevac, katolički svećenik, biskup, misionar i svetac, jedan od Kineskih mučenika ubijenih u Boksačkom ustanku.
Kao dječak pristupio je franjevcima, u kojima dobiva ime Grgur (tal. Gregorio). Studirao je u Bologni, a za svećenika je zaređen 1856. u Mirandoli. Nakon priprema za misijski rad, 1860. upućen je u kineski Taiyuan, u kojemu djeluje među tamošnjim franjevcima. 1876. imenovan je apostolskim vikarom koadjutorom u Shanxiu, a 1891. preuzima vikarsku službu sjevernoga dijela pokrajine.
U gradu osniva franjevački novicijat i misionarsku kuću. Uz evangelizaciju, djelovao je i karitativno, skrbeći se za žrtve gladi i oboljele od kuge. Osnovao je više sirotišta za siromašnu i djecu bez roditelja. Izbijanjem Boksačkog ustanka 1900. odbija savjete o bijegu iz pokrajine. Početkom srpnja, uhićen je mučen i izboden do smrti 9. srpnja 1900., zajedno s još dvadesetišestero kršćana. Tijela su im isprva bila izložena prolaznicima, a zatim su zakopana na mjestu ukopa prijestupnika. Uz Grassija, u Boksačkom ustanku, iz Tiyuana su ubijena još dvojica biskupa (Anton Fantosati i Franjo Fagolla), četvorica svećenika, redovnice Reda sestara Marijinih misiomarki i petnaestero laika.